# Hruszkowo
Hruszkowo, Hruskowo (biał. Грускова, Hruskowa; ros. Грусково, Gruskowo) – wieś na Białorusi, w obwodzie mińskim, w rejonie nieświeskim, w sielsowiecie Snów, przy drodze republikańskiej R91.

## Historia
W dwudziestoleciu międzywojennym leżało w Polsce, w województwie nowogródzkim, w powiecie nieświeskim, w gminie Snów. W 1921 miejscowość liczyła 521 mieszkańców, zamieszkałych w 80 budynkach, w tym 497 Białorusinów, 15 Polaków, 5 Żydów i 4 osoby innej narodowości. 499 mieszkańców było wyznania prawosławnego, 17 rzymskokatolickiego i 5 mojżeszowego.
Po II wojnie światowej w granicach Związku Sowieckiego. Od 1991 w niepodległej Białorusi.